# Szołuchy
Szołuchy (biał. Шалухі, Szałuchi; ros. Шелухи, Szełuchi) – wieś na Białorusi, w obwodzie brzeskim, w rejonie żabineckim, w sielsowiecie Leninski.

## Historia
W XIX i w początkach XX w. majątek ziemski i okolica szlachecka położone w Rosji, w guberni grodzieńskiej, w powiecie kobryńskim, w gminie Rohoźna.
W dwudziestoleciu międzywojennym okolica szlachecka, następnie wieś leżąca w Polsce, w województwie poleskim, w powiecie kobryńskim, do 18 kwietnia 1928 w gminie Rohoźna, następnie w gminie Żabinka. W 1921 miejscowość liczyła 79 mieszkańców, zamieszkałych w 13 budynkach, w tym 44 Polaków i 35 Białorusinów. 44 mieszkańców było wyznania rzymskokatolickiego i 35 prawosławnego.
Po II wojnie światowej w granicach Związku Sowieckiego. Od 1991 w niepodległej Białorusi.